# Stonehenge
Stonehenge je građevina iz neolitika i brončanog doba, smještena u okolini Amensburya u Engleskom okrugu Wiltshire, otprilike 13 km sjeverozapadno od Salisburya. Stonehenge je dodan u UNESCO-ov popis Zaštićene baštine tijekom 1986. godine. 
Prethistorijski spomenik na Salisburškoj nizini, sjever Salisburya, u jugozapadnoj Engleskoj koji datira od mlađeg kamenog do starijeg brončanog doba (3000. – 1000. pr. Kr.). Spada među megalitičke spomenike jer je građen od ogromnih kamenih blokova. Spomenik je danas u ruševnom stanju, a nije poznato kojoj je svrsi Stonehenge služio, no smatra se u obredne ili vjerske svrhe.
On nema jedinstvenu strukturu, nego seriju struktura koje su izmjenjivane i ponovno građene tijekom perioda od 1500 godina. Malo je poznato o njegovim graditeljima. U 17. stoljeću engleski sakupljač starina John Aubrey izložio je teoriju da je to druidski hram. Druga je pretpostavka da su sami Rimljani sagradili spomenik. Obje su pretpostavke osporene u 20. stoljeću kada je dokazano da je Stonehenge sagrađen 2000 godina prije dolaska Druida i Rimljana na to područje. Danas se smatra da su neolitski narodi britanskih otoka započeli gradnju Stonehengea prije 5000 godina. 
Iskopavanja Stonehengea 1950-ih su pokazala da je spomenik građen u tri glavne faze. Najranija je dovršena otprilike 2900. pr. Kr. Sastoji se od kružnog jarka promjera 110 m i dubine od 1,5 m.  Arheolozi smatraju da su se kao motike koristili jelenji rogovi. U drugoj fazi koja je trajala od 2900. do 2500. pr. Kr. podignuto je više drvenih debla koje su stavili u središte jama. Na sjeveru otkud se ulazilo u hram su također podignute i grede. Stonehenge je uvelike promijenjen tijekom treće faze gradnje, koja je trajala od otprilike 2550. do 1600. pr. Kr. Otprilike 80 stupova (tzv. plavih kamena, zbog njihove boje) od vulkanskih stijena je podignuto u dva koncentrična kruga u središtu mjesta. Stupovi su stigli s planina Preseli u jugozapadnom Walesu, smještenih 220 km od Stonehengea. Prijevoz tih stupova, od kojih svaki teži 4 tone, bio je nevjerojatan pothvat te se odvijao po moru, rijekama i kopnu. Tijekom te gradnje ubrzo su stupovi maknuti i doneseni novi od druge vrste stijena, pješčanih, iz Marlborough doline, 40 km sjeverno od Stonehengea. 30 tih kamena je podignuto u krugu od 33 m promjera. Na njih su dodani još i "nadvratci" tvoreći tako prsten na stupovima. Tako dva stupa s gredom na njima tvore luk zvan trilithon (od grčkog što znači tri kamena). Od izvornih 30 danas stoji još 17 stupova i 6 "nadvrataka". Na sjeveroistoku se nalazi otvor te tako ima oblik potkove.
Na britanskim otocima se nalazi više od 1000 kamenih krugova, no Stonehenge je jedinstven među njima. Zašto je Stonehenge sagrađen ostaje nepoznato. Mnogi se znanstvenici slažu da je morao biti sveto ili posebno mjesto religioznih rituala i ceremonija. Mnogi smatraju da je Stonehenge sagrađen od štovatelja Sunca. Otvor u krugu je okrenut prema ljetnom izlasku Sunca. U susjednoj je Irskoj sličan spomenik Newgrange, sagrađen približno u isto vrijeme okrenut prema zimskom izlasku Sunca. Ranih 1960-ih američki je astronom Gerald S. Hawkins izložio teoriju u kojoj je Stonehenge zvjezdarnica i kalendar iznenađujuće složenosti, a koja je danas veoma popularna. On je smatrao da su stari ljudi pomoću Stonehengea predviđali astronomske pojave, uključujući i zimski i ljetni solsticij te pomrčine Sunca i Mjeseca.
Današnji znanstvenici mogu samo nagađati o tome što je Stonehenge značio njegovim graditeljima i što ih je nagnalo da ulože toliko rada i pažnje njegovom stvaranju.
Do samog početka 20-og stoljeća, većina kamenja koja sačinjava Stonehenge nije se nalazila na svojim originalnim lokacijama  Arhivirana inačica izvorne stranice od 7. siječnja 2006. (Wayback Machine). Razlog tomu je povećan broj posjetitelja toj lokaciji, a ti su se posjetitelji često penjali po monolitima i na taj su ih način pomicali. Provedene su 3 faze konzervatorskih radova vezanih uz štićenje Stonehengea od daljnjeg propadanja. Palo i oštećeno kamenje je vrlo uspješno i pažljivo zamijenjeno i postavljeno na originalne lokacije. Stonehenge je dodan u UNESCO-ov popis Zaštićene baštine tijekom 1986. godine. 
- Plan Stonehengea
- Petni kamen (Heel Stone) koji je odmah izvan kruga
- John Constable, Stonehenge, 1835., ulje na platnu, Victoria and Albert Museum, London
- Stonehenge u ljetnjem solsticiju 2005. god.
- Festival solsticija 2005. god.

## Pripadajući lokaliteti
Zaštićeni spomenik svjetske baštine nije samo Stonehenge, nego i njegovi pripadajući arheološki lokaliteti:
| Slika | Ime                                        | Lokacija                 | Provincija | Koordinate                                | Bilješke |
| ----- | ------------------------------------------ | ------------------------ | ---------- | ----------------------------------------- | --- |
|       | avenija Stonehenge                         | Stonehenge-West Amesbury | Wiltshire  | 51°06′16″N 1°29′35″E / 51.1044°N 1.4931°E | Avenija je duga 3 km i povezuje Stonehenge s rijekom Avonom gdje je 2009. pronađen krug plavog kamenja, Bluestonehenge. Izgrađena je oko 2600. – 1700. pr. Kr., a poravnana je s ljetnom ravnodnevnicom.   |
|       | staza Stonehenge (Stonehenge Cursus)       | Salisbury                | Wiltshire  | 51°11′10″N 1°49′34″E / 51.186°N 1.826°E   | Neolitski put 3 km dug, a širok od 100 do 150 m, iz oko 3630. – 3375. pr. Kr. |
|       | Manja stonehengeska staza The Lesse Cursus | Salisbury                | Wiltshire  | 51°11′10″N 1°49′34″E / 51.186°N 1.826°E   | Nalazi se 750 m sjeverozapadno od veće staze, a duga je 400 m, i 60 m široka. |
|       | Woodhenge                                  | Durrington               | Wiltshire  | 51°11′23″N 1°47′12″E / 51.1896°N 1.7867°E | Ovo kružno svetište promjera 85 m sastoji se od koncentričnih krugova drvenih stupova iz vremena Stonehengea.                                                                                              |
|       | Durringtonwalls                            | Durrington               | Wiltshire  | 51°06′48″N 1°28′16″E / 51.1133°N 1.4712°E | Lokacija velikog neolitskog naselja i kasnijeg kružnog kamenog svetišta 3 km sjeveroistočno od svog suvremenika, Stonehengea. Promjera 500 m, ovo je najveće neolitsko svetište u Ujedinjenom Kraljevstvu. |
|       | Tumul Normanton Down                       | Salisbury                | Wiltshire  | 51°10′19″N 1°49′30″E / 51.172°N 1.825°E   | Groblje iz oko 2600. – 1600. pr. Kr. južno od Stonehengea koje se sastoji od neolitskog dugog tumula i kružnih iz brončanog doba.                                                                          |
|       | Vespazijanov kamp                          | Amesbury                 | Wiltshire  | 51°10′23″N 1°47′56″E / 51.173°N 1.799°E   | Ovo svetište kružno postavljenog kamenja je veličinom od 85.000 m2 najveće u Ujedinjenom Kraljevstvu, a potječe iz oko 3300. pr. Kr.                                                                       |
|       | Brdo vjetrenjače (Windmill Hill)           | Salisbury                | Wiltshire  | 51°26′29″N 1°52′34″E / 51.4415°N 1.8762°E | Utvrda iz željeznog doba, izgrađeno na brdu uz aveniju Stonehenge; pogrešno držano za Vespazijanov rimski kamp.                                                                                            |
|       | Robin Hoodova lopta                        | Salisbury Plain          | Wiltshire  | 51°12′46″N 1°51′18″E / 51.2128°N 1.8550°E | Kamp uz Stonehenge aveniju koji se sastoji od niza kružnih jaraka, a starija je od Stonehengea. |
|       | Bluestonehenge                             | West Amesbury            | Wiltshire  |                                           | Ovo svetište kružno postavljenog plavog kamenja iz oko 3000. – 2400. pr. Kr. nalazi se na kraju avenije Stonehenge, u blizini rijeke Avona.                                                                |
|       | Krajolik Stonehengea                       | Salisbury Plain          | Wiltshire  | 51°10′44″N 1°49′41″E / 51.179°N 1.828°E   | Zaštićeni krajolik oko svetišta i pripadajućih lokaliteta. |

Ovdje pripadaju i drugi lokaliteti poput Novog svetišta (New henge at Stonehenge) otkrivenog u lipnju 2010., 900 m od Stonehengea, koji je još uvijek nedovoljno istražen i drugi koji su uništeni poput Coneybury Henge, King Barrow Ridge i Winterbourne Stoke Barrows.

## Vanjske poveznice
- Stonehenge - Egyptian solar temple. Egyptian hieroglyphs in Stonehenge
- CroEOS.net - Stonehenge  Arhivirana inačica izvorne stranice od 20. rujna 2004. (Wayback Machine)
- Stonehenge  Arhivirana inačica izvorne stranice od 25. studenoga 2016. (Wayback Machine) na Britannia History (engl.)
- Pronađen drugi (manji) Stonehenge Metroportal.hr